# Девід Беніофф
Девід Беніофф (англ. David Benioff; при народженні Фрідман англ. David Friedman; 25 вересня 1970) — американський сценарист, телевізійний продюсер та письменник. Автор та шоуранер серіалу каналу HBO «Гра престолів».

## Ранні роки
Девід Фрідман у Нью-Йорку в єврейській родині. Батько, Стівен Фрідман — був головою банку Goldman Sachs. Має двох сестер (С'юзі та Керолайн) та брата (Девід). Прізвище Беніофф є дошлюбним прізвищем матері, а використовувати він його почав, щоб не плутати з іншим письменником Девідом Фрідманом. Беніофф виріс на Мангеттені, спочатку на Пітер Купер Вілледж, потім на 86-й вулиці, де він провів майже все своє дитинство, а в шістнадцять років переїхав в район штаб-квартири ООН.
Беніофф є випускником Дартмутського коледжу. 1992 року, після того як закінчив навчання, деякий час працював охоронцем у одному з нічних клубів Сан-Франциско, потім влаштувався до школи в Брукліні, де працював вчителем англійської мови та тренером з боротьби. Бажаючи продовжити наукову кар'єру, 1995 року він поступив до Триніті Коледжу в Дубліні на однорічну програму по вивченню ірландської літератури. Там він познайомився з Ді Бі Вайссом, з яким згодом став співпрацювати. Будучи в коледжі, написав дисертацію про Семюела Бекета, проте відмовився від кар'єри науковця. 1999 року закінчив Каліфорнійський університет в Ірвайні, де отримав диплом магістра витончених мистецтв.

## Кар'єра

### Кар'єра письменника
Першим написаним романом Беніоффа став «25-та година», який він писав два роки та видав як дисертацію, навчаючись в Ірвайні. Тобі Магвайр, прочитавши копію роману, одразу порадив адаптувати його під сценарій для фільму. Згодом Спайк Лі зняв одноіменну стрічку з Едвардом Нортоном в головній ролі.
2004 року Беніофф написав збірку коротких оповідань під назвою «When the Nines Roll Over (And Other Stories)». Того ж року написав сценарій до епічної саги «Троя», за який компанія Warner Bros. заплатила йому 2,5 млн. доларів гонорару. Тоді ж почав роботу над написанням сценарію до спін-офа «Людей Ікс» «Люди-Х: Росомаха». Згодом компанія Fox найняла Скіпа Вудса, щоб той переписав сценарій. 2005 року написав сценарій до психологічного трилера «Залишся», режисером якого був Марк Фостер, а головні ролі виконали Юен Мак-Грегор та Наомі Воттс. 2007 року знову співпрацював з Фостером, написавши сценарій до фільму «Той, що біжить за вітром». 
2006 року зацікавився адаптацією серії романів «Пісня льоду й полум'я» Джорджа Мартіна та почав працювати з Ді Бі Вайссом над телесеріалом «Гра престолів». 2007 року почалась розробка серіалу, 2010 — зйомки, а 2011 — відбулась прем'єра на HBO. Беніофф та Вайсс стали виконавчими продюсерами, шоуранерами та сценаристами шоу. 
2008 року видав свій другий роман під назвою «Місто злодіїв». У жовтні 2007 року отримав замовлення від Universal Studios на адаптацію біографії Курта Кобейна, але його робота так і не була використана.
10 квітня 2014 року Беніофф оголосив, що він та Вайсс починають адаптацію та екранізацію роману «Брудні білі хлопці» лауреата Пулітцерівської премії Стівена Гантера.
19 липня 2017 року було оголошено, що після завершення зйомок останнього сезону «Гри престолів» Беніофф та Вайсс почнуть роботу над ще одним серіалом HBO «Конфедерат». Проте у січні 2020 року проєкт було скасовано.
6 лютого 2018 року компанія The Walt Disney Company заявила, що Вайсс та Беніофф будуть сценаристами та продюсерами нових серій франшизи «Зоряні війни». Однак через рік партнери вийшли з угоди, через новий ексклюзивний контракт з Netflix.
У вересні 2020 року стало відомо, що Вайсс, Беніофф та Александер Ву напишуть сценарій та спродюсують серіал на основі трилогії «Пам'ять про минуле Землі».

### Кар'єра режисера
Беніофф та Вайсс були співрежисерами двох епізодів «Гри престолів», але для того, щоб визначити хто з них буде в титрах, вони підкинули монету. Таким чином, Беніофф «виступив» режисером третього епізоду третього сезону, а Вайсс — першого епізоду четвертого сезону. Вони також стали режисерами фінального епізоду «Гри престолів».
На початку 2019 року Вайсс та Беніофф підписали ексклюзивну угоду з Netflix для виробництва кількох фільмів та серіалів на суму 200 млн. доларів. В жовтні продюсери припинили співпрацю з Disney через домовленості з Netflix. Першим проектом Вайсса і Беніоффа стало стенд-ап шоу  Leslie Jones: Time Machine.

## Фільмографія

### Кіно
| Рік  | Назва                    | Режисер | Сценарист | Продюсер | Примітки |
| ---- | ------------------------ | ------- | --------- | -------- | --- |
| 2002 | 25-та година             | Ні      | Так       | Ні       | Номіновано на найкращий сценарій—Бостонське товариство кінокритиків (2002) |
| 2004 | Троя                     | Ні      | Так       | Ні       | |
| 2005 | Залишся                  | Ні      | Так       | Ні       | |
| 2005 | When the Nines Roll Over | Так     | Так       | Так      | короткометражний фільм на основі власного одноіменного оповідання |
| 2007 | Той, що біжить за вітром | Ні      | Так       | Ні       | Премія Христофора за найкращий художній фільм (2007) Номіновано—Премія «Золотий глобус» за найкращий фільм іноземною мовою (2008) Nominated—Премія BAFTA за найкращий адаптований сценарій (2008) Номіновано—Премія «Супутник» за найкращий адаптований сценарій (2007) |
| 2009 | Люди-Х: Росомаха         | Ні      | Так       | Ні       | Написаний з Скіпом Вудсом |
| 2009 | Брати                    | Ні      | Так       | Ні       | |
| 2019 | Двійник                  | Ні      | Так       | Ні       | Написаний з Біллом Реєм |
| 2022 | Боги геві-металу         | Ні      | Ні        | Так      | |

### Телебачення
| Рік       | Назва                        | Режисер   | Сценарист   | Виконавчий продюсер | Примітки |
| --------- | ---------------------------- | --------- | ----------- | ------------------- | --- |
| 2011–2019 | Гра престолів                | 2 епізоди | 47 епізодів | 74 епізоди          | Співавтор Зрежесував епізоди "Walk of Punishment" та "The Iron Throne" Премія «Еммі» за найкращий драматичний серіал (2015-2016, 2018) Премія «Еммі» за найкращий сценарій драматичного телесеріалу (2015-2016) Премія «Г'юго» за найкращу драматичну постановку (2012) Премія «Г'юго» за найкращу драматичну постановку (2013-2014) Премія гільдії продюсерів Америки за найкращий драматичний серіал (2015) Премія фестивалю в Монте-Карло видатному міжнародному продюсеру (2012) Номіновано—Премія «Еммі» за найкращий драматичний серіал (2011-2014) Nominated—Primetime Emmy Award for Outstanding Writing for a Drama Series (2011-2014) Номіновано—Премія гільдії продюсерів Америки за найкращий драматичний серіал (2011-2014, 2016, 2018) Номіновано—Премія BAFTA за найкращу міжнародну програму (2013) Номіновано—Премія гільдії письменників Америки за найкращий драматичний серіал (2011-2012, 2014-2016, 2018) Номіновано—Премія гільдії письменників Америки за найкращий драматичний серіал (2015-2016) Номіновано—Премія гільдії письменників Америки за найкращий новий серіал (2011) Номіновано—Премія «Г'юго» за найкращу драматичну постановку (2015, 2017) Номіновано—Премія Університету Південної Каліфорнії за найкращий адаптований сценарій (2016-2017) |
| 2013      | У Філадельфії завжди сонячно | Ні        | 1 епізод    | Ні                  | Написав епізод: «Квіти для Чарлі» |
| 2024      | Проблема трьох тіл           | Ні        | 4 епізоди   | 8 епізодів          | Співавтор |

## Особисте життя
30 вересня 2006 року Беніофф одружився з акторкою Амандою Піт. У подружжя є троє дітей: Франс Пен (2007), Моллі Джун (2010) та Генрі Піт (2014).